# Geleen
Geleen (limbursky Gelaen) je město v jižní části provincie Limburg v Nizozemsku. Žije zde přibližně 34 tisíc obyvatel. Město tvoří součást municipality Sittard-Geleen. Rozkládá se podél řeky Geleenbeek, která je pravým přítokem Mázy. Město se nachází v nadmořské výšce přibližně 60 m.